# Дюбуа, Марсель
Марсель Дюбуа (фр. Marcel Dubois; 27 августа 1886 — 19 февраля 1955) — бельгийский борец греко-римского стиля, призёр внеочередных Олимпийских игр.

## Биография
На Летних Олимпийских играх 1906 года в Афинах боролся в весовой категории свыше 85 килограммов (тяжёлый вес)
О регламенте соревнований по борьбе на этих играх известно немного. Соревнования велись по правилам греко-римской борьбы, без ограничения по времени схватки; трое борцов, вышедших в финал, разыгрывали между собой медали в своих весовых категориях. Победители своих категорий разыгрывали между собой абсолютное первенство. Борьбу за медали в тяжёлом весе вели 10 спортсменов. Марсель Дюбуа выиграл первые две встречи, в финале обе схватки проиграл победителю Сёрену Йенсену и вице-чемпиону Анри Бауру, став бронзовым призёром.
Также в ходе игр принимал участие в соревнованиях по тяжёлой атлетике, заняв 8 место в поднятии тяжестей одной рукой и седьмое в поднятии тяжестей обеими руками.
Принимал участие в Летних Олимпийских играх 1908 года, выступал в категории до 93 килограммов (полутяжёлый вес). Быстро победив в двух встречах, в четвертьфинале в тяжёлой схватке он уступил будущему серебряному призёру  Юрьё Саарела и выбыл из турнира.
| Выступление на Олимпийских играх 1908 года | Выступление на Олимпийских играх 1908 года | Выступление на Олимпийских играх 1908 года | Выступление на Олимпийских играх 1908 года | Выступление на Олимпийских играх 1908 года | Выступление на Олимпийских играх 1908 года | Выступление на Олимпийских играх 1908 года |
| Круг                                       | Соперник                                   | Страна                                     | Результат                                  | Баллы                                      | Всего баллов                               | Время схватки                              |
| ------------------------------------------ | ------------------------------------------ | ------------------------------------------ | ------------------------------------------ | ------------------------------------------ | ------------------------------------------ | ------------------------------------------ |
| 1                                          | Гарольд Фоскетт                            | Великобритания                             | Победа Туше                                |                                            |                                            | 1:30                                       |
| 2                                          | Чарльз Браун                               | Великобритания                             | Победа Туше                                |                                            |                                            | 1:35                                       |
| ¼                                          | Юрьё Саарела                               | Финляндия                                  | Поражение Туше                             |                                            |                                            | 12:24                                      |

Умер в 1955 году.